# Adolf Loos
Adolf Franz Karl Viktor Maria Loos, född 10 december 1870 i Brünn, Österrike-Ungern (idag Brno, Tjeckien), död 23 augusti 1933 i Wien, var en österrikisk arkitekt och kulturkritiker, huvudsakligen verksam i Wien. Han verkade för en saklig arkitektur utan några slags ornament och förebådade därigenom funktionalismen.

## Biografi
Adolf Loos växte upp i Brünn (Brno) där fadern Adolf Loos var bildhuggare. Han studerade vid Stiftsgymnasium i Melk men förvägrades vidare studier där efter dåliga betyg i teckning. 1889 avlade han maturaexamen efter studier 1885–1889 vid k.k. deutsche Staatsgewerbeschule i Brünn. Han studerade sedan vid Technische Hochschule i Dresden och även för en kort vid Akademie für angewandte Kunst i Wien. Han blev efter Österrike-Ungerns fall 1918 genom sin hemort Brünn tjeckoslovakisk medborgare. 
Han var sedan under några år i USA där han slog sig fram inom olika yrken innan han började med formgivning. 1896 slog han sig slutligen ned i Wien och arbetade som journalist och arkitekt. Han blev en motståndare till Otto Wagners jugendstil. Loos tillhörde i Wien samma radikala kulturkrets som Karl Kraus, Oskar Kokoschka och Arnold Schönberg. Från 1897 och framåt kämpade han för en enkel, osmyckad och saklig arkitektur utan alla slags ornament med den polemiska skriften Ornament und Verbrechen (1908). Han förebådade därigenom funktionalismen.
Hans idéer mötte föga förståelse och hans verk är få. Under 1920-talet bodde han främst i Paris. Han ritade bland annat ett hus åt Joséphine Baker, vilket dock aldrig uppfördes. 
Adolf Loos är begravd på Zentralfriedhof Wien.

## Byggnadsverk i urval
- Café Museum, Wien, 1899
- American Bar (Kärntner Bar), Wien, 1907
- Haus Steiner, Wien, 1910
- Goldman & Salatsch (Loos-Haus), Wien, 1911
- Haus Rufer, Wien, 1922
- Maison Tzara, Paris, 1925 (åt poeten Tristan Tzara)
- Khuner Villa, Österrike, 1930
- Hus i Werkbundsiedlung i Wien

## Bilder

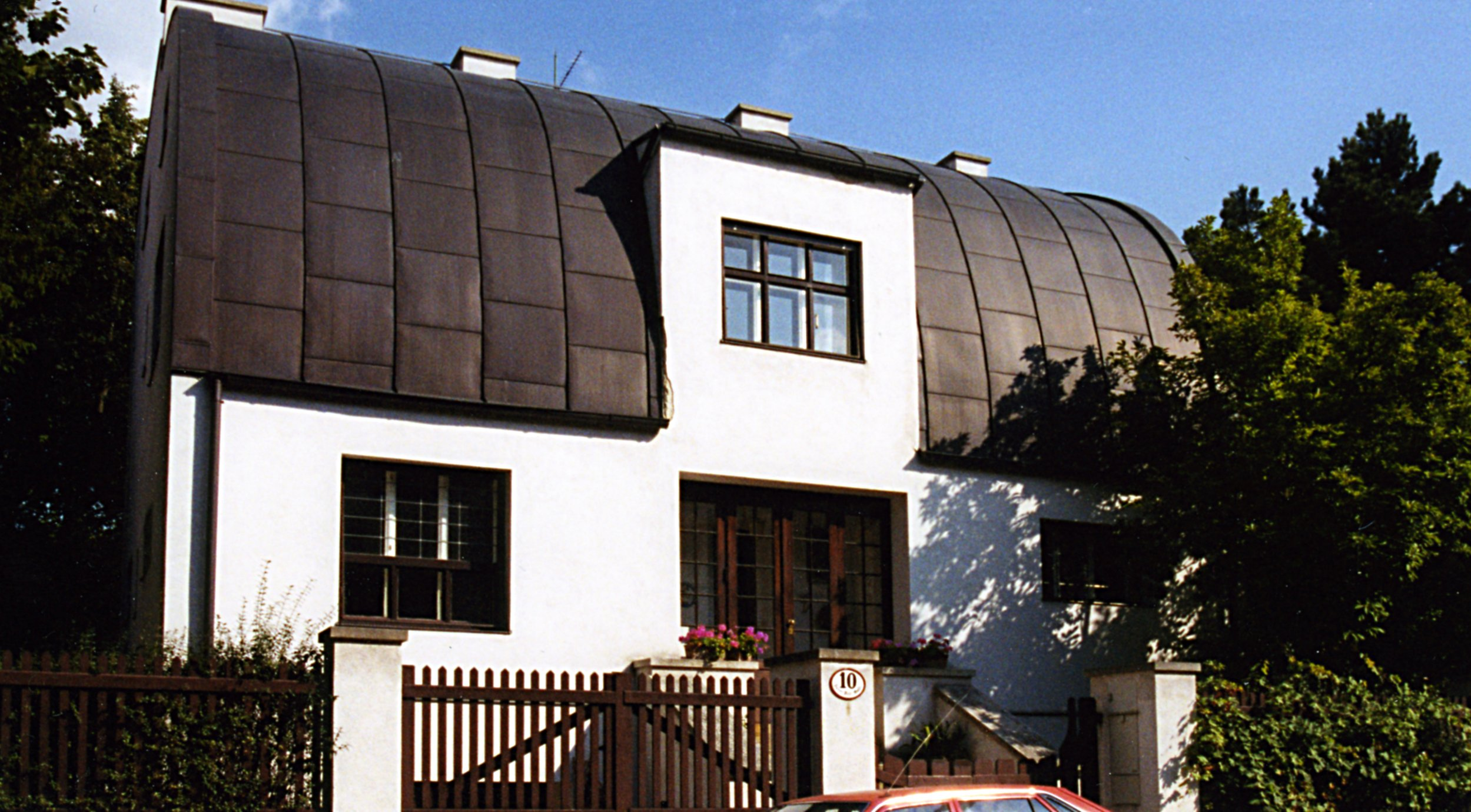
Haus Steiner i Wien.
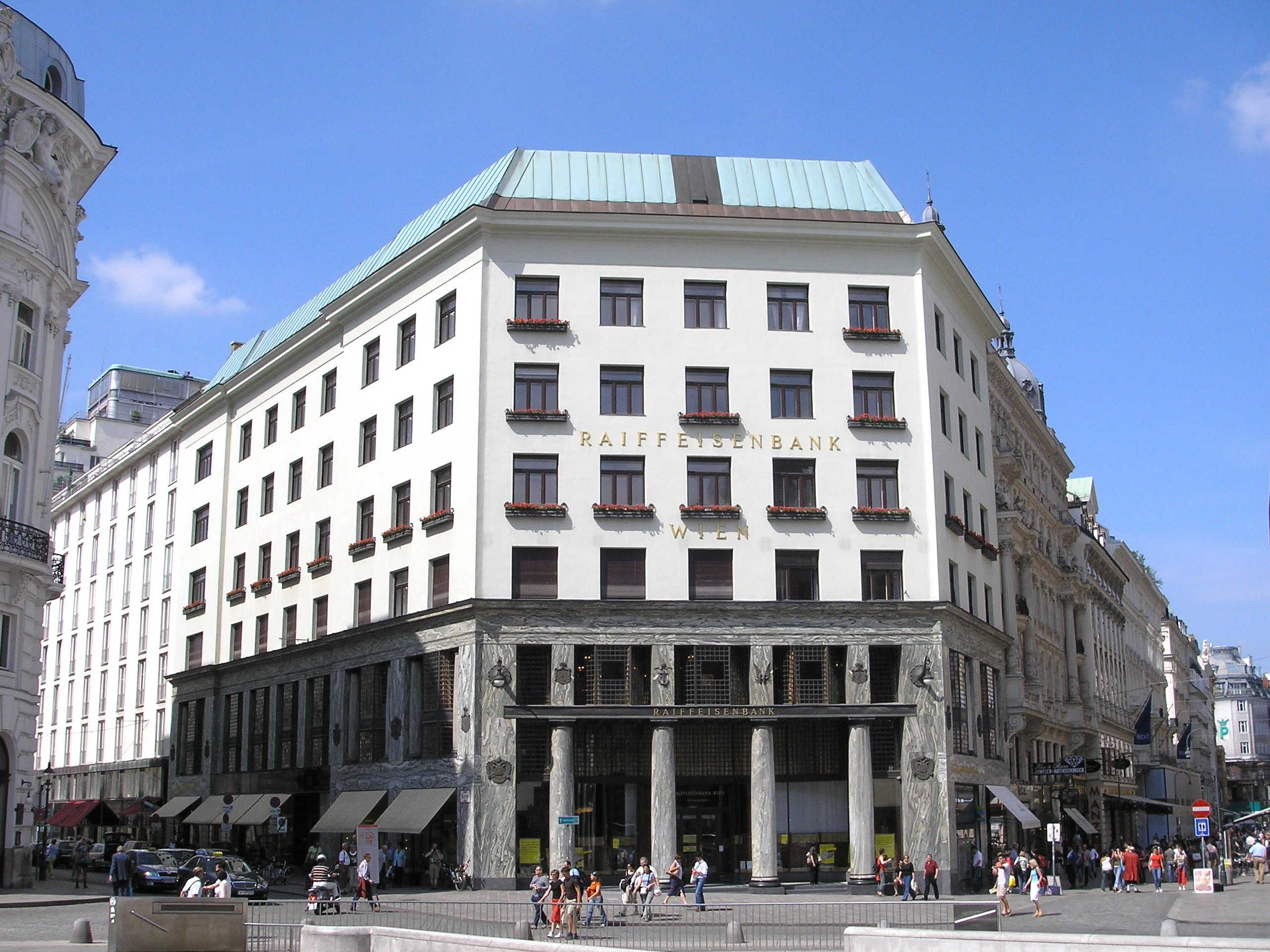
Looshaus på Michaelerplatz i Wien.
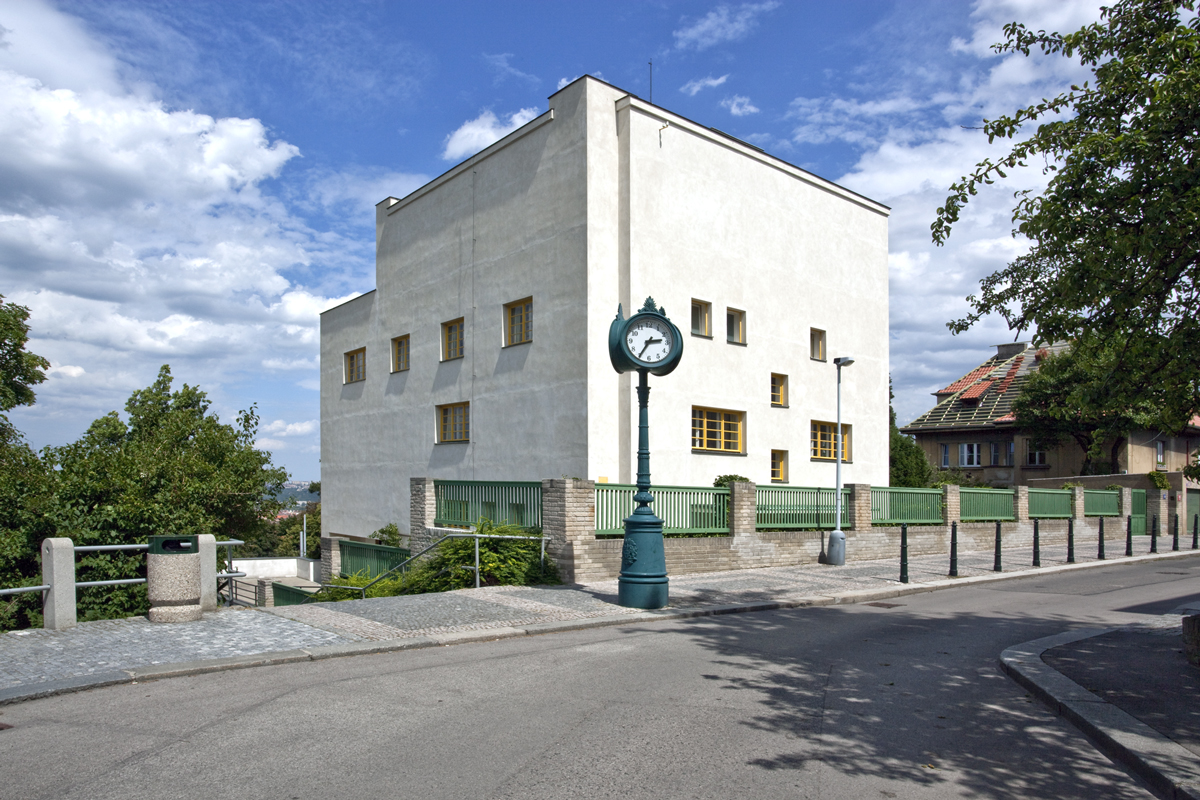
Villa Müller i Prag.